# Йоханес Тингнес Бьо
Йоханес Тингнес Бьо (на норвежки: Johannes Thingnes Bø) е норвежки състезател по биатлон, Олимпийски шампион в индивидуалната надпревара на 20 км и двукратен вицеолимпийски шампион на зимните олимпийски игри в Пьонгчанг през 2018 г..
Роден на 16 май 1993 г. в Стрюн.
По-малък брат на Олимпийския и многократен световен шампион Тарей Бьо.
Йоханес има също състезания и в ски-бяганията.
Състезател на „Markane IL“.

## Олимпийски игри
| Олимпиада      | Индивидуално | Спринт | Преследване | Масов старт | Щафета | Смесена щафета |
| -------------- | ------------ | ------ | ----------- | ----------- | ------ | -------------- |
| 2014 Сочи      | 11-о         | 54-то  | 32-ро       | 8-о         | 4-то   |                |
| 2018 Пьонгчанг | Злато        | 31-во  | 21-во       | 16-о        | Сребро | Сребро         |
| 2022 Пекин     | Бронз        | Злато  | 5-o         | Злато       | Злато  | Злато          |

## Успехи
- 32 победи в „Световната купа“ (32 индивидуални и 10 отборни): 2013 – 2018
- „Световната купа“ (1): 2017/18
- „Световен шампион“ (3): 2015, 2016
- „Олимпийски шампион“ (2): 2018